# Brandt Centre
Brandt Centre, tidigare även känt som Regina Agridome, är en inomhusarena för ishockey i Regina, Saskatchewan, Kanada. 
Brandt Cetre byggdes 1977 och är hemmahall för WHL-laget Regina Pats. I arenan hålls även konserter, rodeos och andra evenemang. Arenan ersatte en tidigare arena, Regina Exhibition Stadium. 
På Brandt Centre har även curling mästerskap avgjorts, som Scotties Tournament of Hearts och Tim Hortons Brier. Även juniorishockeymästerskap, som den nordamerikanska turneringen Memorial Cup, har hållits här. 
Flera musikkonserter har spelats på Brandt Centre, av artister som till exempel Rush, Kiss, Nickelback, Mötley Crüe, Three Days Grace, Seether, Avril Lavigne, Velvet Revolver, Collective Soul, Heaven and Hell, Poison, Willie Nelson, Bob Dylan, Cher, Neil Young, Dire Straits, Iron Maiden, Snoop Dog, Van Halen, Bon Jovi och Guns N' Roses.